# Seleção Alemã de Hóquei em Patins Masculino
A Seleção Alemã de Hóquei em Patins é a equipa que representa Alemanha, através da Deutscher Rollsport-und Inline- Verband e. V., nas diversas competições internacionais, com especial destaques para o Campeonato Mundial e o Campeonato Europeu.

## Palmarés

### Campeonato do Mundo B
- Campeão: 1986

### Taça FIRS/Intercontinental
- 2.º Lugar: 2017

### Campeonato Europeu
- 2.º Lugar: 1932 e 1934
- 3.º Lugar: 1926, 1928, 1930 e 1973

### Taça das Nações
- Campeão: 1937 e 1978

## Histórico de Participações

### Campeonato do Mundo

#### Mundial A/Campeonato Mundial
| Ano/Anfitrião | Ano/Anfitrião       | Resultado             | CI.                   | J                     | V                     | E                     | D                     | GM                    | GS                    |
| ------------- | ------------------- | --------------------- | --------------------- | --------------------- | --------------------- | --------------------- | --------------------- | --------------------- | --------------------- |
| 1936          | Estugarda           | Quinto Lugar          | 5.º                   | 6                     | 1                     | 1                     | 4                     | 10                    | 13                    |
| 1939          | Montreux            | Sexto Lugar           | 6.º                   | 6                     | 2                     | 0                     | 4                     | 13                    | 14                    |
| 1947          | Lisboa              | Não Participou        | Não Participou        | Não Participou        | Não Participou        | Não Participou        | Não Participou        | Não Participou        | Não Participou        |
| 1948          | Montreux            | Não Participou        | Não Participou        | Não Participou        | Não Participou        | Não Participou        | Não Participou        | Não Participou        | Não Participou        |
| 1949          | Lisboa              | Não Participou        | Não Participou        | Não Participou        | Não Participou        | Não Participou        | Não Participou        | Não Participou        | Não Participou        |
| 1950          | Milão               | Quinto Lugar          | 5.º                   | 9                     | 4                     | 1                     | 4                     | 30                    | 24                    |
| 1951          | Barcelona           | Quinto Lugar          | 5.º                   | 10                    | 6                     | 0                     | 4                     | 55                    | 26                    |
| 1952          | Porto               | Não Participou        | Não Participou        | Não Participou        | Não Participou        | Não Participou        | Não Participou        | Não Participou        | Não Participou        |
| 1953          | Genebra             | Sétimo Lugar          | 7.º                   | 6                     | 4                     | 0                     | 2                     | 23                    | 15                    |
| 1954          | Barcelona           | Sexto Lugar           | 6.º                   | 14                    | 7                     | 3                     | 4                     | 66                    | 31                    |
| 1955          | Milão               | Sétimo Lugar          | 7.º                   | 9                     | 2                     | 2                     | 5                     | 16                    | 28                    |
| 1956          | Porto               | Quarto Lugar          | 4.º                   | 10                    | 6                     | 1                     | 3                     | 19                    | 9                     |
| 1958          | Porto               | Sétimo Lugar          | 7.º                   | 9                     | 3                     | 0                     | 6                     | 30                    | 36                    |
| 1960          | Madrid              | Oitavo Lugar          | 8.º                   | 9                     | 2                     | 0                     | 7                     | 26                    | 36                    |
| 1962          | Santiago            | Décimo Lugar          | 10.º                  | 9                     | 1                     | 1                     | 7                     | 15                    | 38                    |
| 1964          | Barcelona           | Sétimo Lugar          | 7.º                   | 9                     | 4                     | 0                     | 5                     | 25                    | 23                    |
| 1966          | São Paulo           | Não Participou        | Não Participou        | Não Participou        | Não Participou        | Não Participou        | Não Participou        | Não Participou        | Não Participou        |
| 1968          | Porto               | Sétimo Lugar          | 7.º                   | 9                     | 3                     | 1                     | 5                     | 30                    | 32                    |
| 1970          | San Juan            | Oitavo Lugar          | 8.º                   | 10                    | 3                     | 0                     | 7                     | 41                    | 48                    |
| 1972          | Corunha             | Quarto Lugar          | 4.º                   | 11                    | 8                     | 0                     | 3                     | 69                    | 24                    |
| 1974          | Lisboa              | Quarto Lugar          | 4.º                   | 11                    | 7                     | 1                     | 3                     | 48                    | 32                    |
| 1976          | Oviedo              | Quarto Lugar          | 4.º                   | 11                    | 6                     | 3                     | 2                     | 40                    | 17                    |
| 1978          | San Juan            | Quarto Lugar          | 4.º                   | 11                    | 6                     | 1                     | 4                     | 59                    | 35                    |
| 1980          | Talcahuano          | Não Participou        | Não Participou        | Não Participou        | Não Participou        | Não Participou        | Não Participou        | Não Participou        | Não Participou        |
| 1982          | Barcelos            | Sétimo Lugar          | 7.º                   | 15                    | 6                     | 1                     | 8                     | 39                    | 37                    |
| 1984          | Novara              | Nono Lugar            | 9.º                   | 9                     | 2                     | 0                     | 7                     | 24                    | 45                    |
| 1986          | Sertãozinho         | Não Participou        | Não Participou        | Não Participou        | Não Participou        | Não Participou        | Não Participou        | Não Participou        | Não Participou        |
| 1988          | Corunha             | Oitavo Lugar          | 8.º                   | 9                     | 2                     | 0                     | 7                     | 22                    | 40                    |
| 1989          | San Juan            | Sétimo Lugar          | 7.º                   | 8                     | 3                     | 0                     | 5                     | 27                    | 48                    |
| 1991          | Porto/Braga         | Oitavo Lugar          | 8.º                   | 8                     | 2                     | 1                     | 5                     | 20                    | 49                    |
| 1993          | Bassano/Sesto       | Oitavo Lugar          | 8.º                   | 8                     | 2                     | 2                     | 4                     | 26                    | 44                    |
| 1995          | Recife              | Oitavo Lugar          | 8.º                   | 8                     | 2                     | 0                     | 6                     | 19                    | 44                    |
| 1997          | Wuppertal           | Sétimo Lugar          | 7.º                   | 8                     | 5                     | 0                     | 3                     | 23                    | 22                    |
| 1999          | Reus                | Décimo Primeiro       | 11.º                  | 8                     | 2                     | 0                     | 6                     | 27                    | 42                    |
| 2001          | San Juan            | Décimo Segundo        | 12.º                  | 6                     | 2                     | 0                     | 4                     | 21                    | 30                    |
| 2003          | Oliveira de Azeméis | Décimo Segundo        | 12.º                  | 6                     | 2                     | 0                     | 4                     | 16                    | 24                    |
| 2005          | San José            | Nono Lugar            | 9.º                   | 6                     | 4                     | 1                     | 1                     | 21                    | 13                    |
| 2007          | Montreux            | Décimo Segundo        | 12.º                  | 6                     | 2                     | 2                     | 2                     | 19                    | 18                    |
| 2009          | Vigo                | Décimo Lugar          | 10.º                  | 6                     | 3                     | 0                     | 3                     | 20                    | 19                    |
| 2011          | San Juan            | Décimo Lugar          | 10.º                  | 6                     | 3                     | 0                     | 3                     | 22                    | 21                    |
| 2013          | Luanda              | Décimo Primeiro       | 11.º                  | 6                     | 3                     | 0                     | 3                     | 31                    | 17                    |
| 2015          | La Roche-sur-Yon    | Quarto Lugar          | 4.º                   | 6                     | 3                     | 0                     | 3                     | 27                    | 28                    |
| 2017          | Nanjing             | Fase de Grupos        | 8.º                   | 3                     | 0                     | 0                     | 3                     | 8                     | 22                    |
| 2019          | Barcelona           | Taça Intercontinental | Taça Intercontinental | Taça Intercontinental | Taça Intercontinental | Taça Intercontinental | Taça Intercontinental | Taça Intercontinental | Taça Intercontinental |

#### Mundial B
| Ano/Anfitrião | Ano/Anfitrião    | Resultado      | CI.            | J              | V              | E              | D              | GM             | GS             |
| ------------- | ---------------- | -------------- | -------------- | -------------- | -------------- | -------------- | -------------- | -------------- | -------------- |
| 1984          | Paris            | Não Participou | Não Participou | Não Participou | Não Participou | Não Participou | Não Participou | Não Participou | Não Participou |
| 1986          | Cidade do México | Campeão        | 1.º            | 8              | 7              | 1              | 0              | 91             | 20             |
| 1988          | Bogotá           | Não Participou | Não Participou | Não Participou | Não Participou | Não Participou | Não Participou | Não Participou | Não Participou |
| 1990          | Macau            | Não Participou | Não Participou | Não Participou | Não Participou | Não Participou | Não Participou | Não Participou | Não Participou |
| 1992          | Andorra          | Não Participou | Não Participou | Não Participou | Não Participou | Não Participou | Não Participou | Não Participou | Não Participou |
| 1994          | Santiago         | Não Participou | Não Participou | Não Participou | Não Participou | Não Participou | Não Participou | Não Participou | Não Participou |
| 1996          | Veracruz         | Não Participou | Não Participou | Não Participou | Não Participou | Não Participou | Não Participou | Não Participou | Não Participou |
| 1998          | Macau            | Não Participou | Não Participou | Não Participou | Não Participou | Não Participou | Não Participou | Não Participou | Não Participou |
| 2000          | Chatham          | Não Participou | Não Participou | Não Participou | Não Participou | Não Participou | Não Participou | Não Participou | Não Participou |
| 2002          | Montevidéu       | Não Participou | Não Participou | Não Participou | Não Participou | Não Participou | Não Participou | Não Participou | Não Participou |
| 2004          | Macau            | Não Participou | Não Participou | Não Participou | Não Participou | Não Participou | Não Participou | Não Participou | Não Participou |
| 2006          | Montevidéu       | Não Participou | Não Participou | Não Participou | Não Participou | Não Participou | Não Participou | Não Participou | Não Participou |
| 2008          | Vanderbijlpark   | Não Participou | Não Participou | Não Participou | Não Participou | Não Participou | Não Participou | Não Participou | Não Participou |
| 2010          | Dornbirn         | Não Participou | Não Participou | Não Participou | Não Participou | Não Participou | Não Participou | Não Participou | Não Participou |
| 2012          | Canelones        | Não Participou | Não Participou | Não Participou | Não Participou | Não Participou | Não Participou | Não Participou | Não Participou |
| 2014          | Canelones        | Não Participou | Não Participou | Não Participou | Não Participou | Não Participou | Não Participou | Não Participou | Não Participou |

#### Taça FIRS/Intercontinental
| Ano/Anfitrião | Ano/Anfitrião | Resultado    | CI. | J | V | E | D | GM | GS |
| ------------- | ------------- | ------------ | --- | - | - | - | - | -- | -- |
| 2017          | Nanjing       | Vice-Campeão | 2.º | 3 | 2 | 0 | 1 | 41 | 8  |
| 2019          | Barcelona     | Quarto Lugar | 4.º | 6 | 3 | 0 | 3 | 36 | 23 |

### Campeonato Europeu
| Ano/Anfitrião | Ano/Anfitrião       | Resultado      | CI.            | J              | V              | E              | D              | GM             | GS             |
| ------------- | ------------------- | -------------- | -------------- | -------------- | -------------- | -------------- | -------------- | -------------- | -------------- |
| 1926          | Herne Bay           | Terceiro Lugar | 3.º            | 5              | 2              | 2              | 1              | 15             | 15             |
| 1927          | Montreux            | Quarto Lugar   | 4.º            | 5              | 2              | 0              | 3              | 20             | 15             |
| 1928          | Herne Bay           | Terceiro Lugar | 3.º            | 5              | 2              | 1              | 2              | 9              | 18             |
| 1929          | Montreux            | Quarto Lugar   | 4.º            | 5              | 2              | 1              | 2              | 17             | 22             |
| 1930          | Herne Bay           | Terceiro Lugar | 3.º            | 5              | 2              | 2              | 1              | 10             | 5              |
| 1931          | Montreux            | Quinto Lugar   | 5.º            | 6              | 2              | 0              | 4              | 17             | 30             |
| 1932          | Herne Bay           | Vice-Campeão   | 2.º            | 5              | 4              | 0              | 1              | 21             | 16             |
| 1934          | Herne Bay           | Vice-Campeão   | 2.º            | 5              | 3              | 0              | 2              | 14             | 10             |
| 1936          | Estugarda           | Quinto Lugar   | 5.º            | 6              | 1              | 1              | 4              | 10             | 13             |
| 1937          | Herne Bay           | Sexto Lugar    | 6.º            | 6              | 1              | 0              | 5              | 18             | 25             |
| 1938          | Antuérpia           | Quinto Lugar   | 5.º            | 6              | 1              | 2              | 3              | 12             | 18             |
| 1939          | Montreux            | Sexto Lugar    | 6.º            | 6              | 2              | 0              | 4              | 13             | 14             |
| 1947          | Lisboa              | Não Participou | Não Participou | Não Participou | Não Participou | Não Participou | Não Participou | Não Participou | Não Participou |
| 1948          | Montreux            | Não Participou | Não Participou | Não Participou | Não Participou | Não Participou | Não Participou | Não Participou | Não Participou |
| 1949          | Lisboa              | Não Participou | Não Participou | Não Participou | Não Participou | Não Participou | Não Participou | Não Participou | Não Participou |
| 1950          | Milão               | Quinto Lugar   | 5.º            | 9              | 4              | 1              | 4              | 30             | 24             |
| 1951          | Barcelona           | Quinto Lugar   | 5.º            | 10             | 6              | 0              | 4              | 55             | 26             |
| 1952          | Porto               | Não Participou | Não Participou | Não Participou | Não Participou | Não Participou | Não Participou | Não Participou | Não Participou |
| 1953          | Genebra             | Sétimo Lugar   | 7.º            | 6              | 4              | 0              | 2              | 23             | 15             |
| 1954          | Barcelona           | Sexto Lugar    | 6.º            | 14             | 7              | 3              | 4              | 66             | 31             |
| 1955          | Milão               | Sétimo Lugar   | 7.º            | 9              | 2              | 2              | 5              | 16             | 28             |
| 1956          | Porto               | Quarto Lugar   | 4.º            | 10             | 6              | 1              | 3              | 19             | 9              |
| 1957          | Barcelona           | Quinto Lugar   | 5.º            | 5              | 1              | 1              | 3              | 8              | 16             |
| 1959          | Genebra             | Oitavo Lugar   | 8.º            | 5              | 2              | 0              | 3              | 14             | 8              |
| 1961          | Turim               | Quinto Lugar   | 5.º            | 9              | 5              | 0              | 4              | 32             | 16             |
| 1963          | Porto               | Sétimo Lugar   | 7.º            | 8              | 2              | 2              | 4              | 13             | 27             |
| 1965          | Lisboa              | Sétimo Lugar   | 7.º            | 8              | 1              | 0              | 7              | 14             | 40             |
| 1967          | Bilbau              | Sexto Lugar    | 6.º            | 8              | 2              | 2              | 4              | 18             | 20             |
| 1969          | Lausana             | Sexto Lugar    | 6.º            | 8              | 3              | 1              | 4              | 22             | 33             |
| 1971          | Lisboa              | Quarto Lugar   | 4.º            | 8              | 4              | 1              | 3              | 33             | 30             |
| 1973          | Iserlohn            | Terceiro Lugar | 3.º            | 8              | 6              | 0              | 2              | 49             | 18             |
| 1975          | Viareggio           | Quarto Lugar   | 4.º            | 7              | 4              | 0              | 3              | 29             | 21             |
| 1977          | Porto               | Quarto Lugar   | 4.º            | 8              | 4              | 1              | 3              | 15             | 15             |
| 1979          | Barcelona           | Sexto Lugar    | 6.º            | 8              | 2              | 3              | 3              | 25             | 16             |
| 1981          | Essen               | Quinto Lugar   | 5.º            | 8              | 2              | 2              | 4              | 25             | 30             |
| 1983          | Vercelli            | Quinto Lugar   | 5.º            | 7              | 3              | 0              | 4              | 28             | 32             |
| 1985          | Barcelos            | Quinto Lugar   | 5.º            | 8              | 3              | 2              | 3              | 31             | 19             |
| 1987          | Oviedo              | Quarto Lugar   | 4.º            | 8              | 5              | 0              | 3              | 32             | 21             |
| 1990          | Lodi                | Sétimo Lugar   | 7.º            | 8              | 2              | 1              | 5              | 25             | 29             |
| 1992          | Wuppertal           | Quarto Lugar   | 4.º            | 9              | 4              | 2              | 3              | 43             | 45             |
| 1994          | Funchal             | Sétimo Lugar   | 7.º            | 7              | 4              | 1              | 2              | 67             | 33             |
| 1996          | Salsomaggiore       | Sexto Lugar    | 6.º            | 8              | 3              | 0              | 5              | 25             | 38             |
| 1998          | Paços de Ferreira   | Sexto Lugar    | 6.º            | 6              | 3              | 0              | 3              | 33             | 15             |
| 2000          | Wimmis              | Sexto Lugar    | 6.º            | 5              | 1              | 1              | 3              | 8              | 17             |
| 2002          | Florença            | Sétimo Lugar   | 7.º            | 8              | 4              | 0              | 4              | 24             | 33             |
| 2004          | La Roche-sur-Yon    | Quinto Lugar   | 5.º            | 6              | 3              | 1              | 2              | 18             | 16             |
| 2006          | Monza               | Sétimo Lugar   | 7.º            | 7              | 3              | 0              | 4              | 13             | 27             |
| 2008          | Oviedo              | Sétimo Lugar   | 7.º            | 6              | 1              | 1              | 4              | 16             | 21             |
| 2010          | Wuppertal           | Quarto Lugar   | 4.º            | 6              | 2              | 2              | 2              | 14             | 18             |
| 2012          | Paredes             | Sexto Lugar    | 6.º            | 6              | 1              | 0              | 5              | 12             | 29             |
| 2014          | Alcobendas          | Quarto Lugar   | 4.º            | 5              | 2              | 0              | 3              | 17             | 28             |
| 2016          | Oliveira de Azeméis | Sexto Lugar    | 6.º            | 6              | 2              | 1              | 3              | 15             | 25             |
| 2018          | Corunha             | Sétimo Lugar   | 7.º            | 8              | 4              | 0              | 4              | 54             | 41             |

Nota: Os Campeonatos da Europa de 1936 e de 1939 a 1956 eram considerados como Campeonato do Mundo.